# Campeonato Africano de Atletismo de 2010 - 400 m com barreiras masculino
A prova dos 400 metros com barreiras masculino do Campeonato Africano de Atletismo de 2010 foi disputada entre os dias 29 e 30 de julho de 2010 em Nairóbi,  no Quênia. 

## Recordes
Antes desta competição, os recordes mundiais e do campeonato nesta prova eram os seguintes:
|                       | Nome          | Nacionalidade  | Tempo  | Local     | Data                |
| --------------------- | ------------- | -------------- | ------ | --------- | ------------------- |
| Recorde mundial       | Kevin Young   | Estados Unidos | 46s 78 | Barcelona | 6 de agosto de 1992 |
| Recorde do campeonato | Amadou Dia Ba | Senegal        | 48s 29 | Cairo     | 1985                |
| Recorde africano      | Samuel Matete | Zâmbia         | 47s 10 | Zurique   | 7 de agosto de 1991 |

## Medalhistas
| Ouro               | Prata                   | Bronze                    |
| L.J. van Zyl (ZAF) | Cornel Fredericks (ZAF) | Mamadou Kasse Hanne (SEN) |

## Cronograma
Todos os horários são locais (UTC+3).
| Data        | Hora  | Evento  |
| ----------- | ----- | ------- |
| 29 de julho | 17:05 | Bateria |
| 30 de julho | 15:10 | Final   |

## Resultados

### Bateria
Qualificação: 3 atletas de cada bateria  (Q) mais os 2 melhores qualificados (q).
| Posição | Bateria | Atleta                   | Nacionalidade   | Tempo | Notas            |
| ------- | ------- | ------------------------ | --------------- | ----- | ---------------- |
| 1       | 1       | Mamadou Kasse Hanne      | Senegal         | 49.45 | Q                |
| 2       | 2       | L.J. van Zyl             | África do Sul   | 49.73 | Q                |
| 3       | 1       | Cornel Fredericks        | África do Sul   | 49.82 | Q                |
| 4       | 2       | Vincent Kiplangat Koskei | Quênia          | 49.99 | Q                |
| 5       | 1       | Mohamed Seghaier         | Tunísia         | 50.28 | Q,               |
| 6       | 2       | Kurt Couto               | Moçambique      | 50.62 | Q                |
| 7       | 2       | Hafz Hussein             | Sudão           | 51.21 | q                |
| 8       | 1       | Antonio Vieillesse       | Ilhas Maurícias | 51.35 | q                |
| 9       | 2       | Hamza Deyaf              | Líbia           | 51.50 |                  |
| 10      | 1       | Kiprono Koskei           | Quênia          | 51.85 |                  |
| 11      | 1       | Boniface Mucheru Tumuti  | Quênia          | 51.94 |                  |
| 12      | 1       | Bernabe Bationo          | Burquina Fasso  | 51.99 |                  |
| 13      | 2       | Daniel Lagamang          | Botswana        | 52.36 | Recorde nacional |
| 14      | 2       | Valery Komenan           | Costa do Marfim | 52.82 |                  |
| 15      | 1       | Julien Gaudefroy Diamond | Costa do Marfim | 53.71 |                  |
| 16      | 2       | Zelalem Chimdessa        | Etiópia         | 57.51 |                  |

### Final
| Posição           | Raia | Atleta                   | Nacionalidade   | Tempo | Notas                |
| ----------------- | ---- | ------------------------ | --------------- | ----- | -------------------- |
| Medalha de ouro   | 5    | L.J. van Zyl             | África do Sul   | 48.51 | Recorde da temporada |
| Medalha de prata  | 6    | Cornel Fredericks        | África do Sul   | 48.79 | Recorde da temporada |
| Medalha de bronze | 4    | Mamadou Kasse Hanne      | Senegal         | 49.10 | Recorde da temporada |
| 4                 | 3    | Vincent Kiplangat Koskei | Quênia          | 49.70 | Recorde da temporada |
| 5                 | 7    | Kurt Couto               | Moçambique      | 49.79 |                      |
| 6                 | 8    | Mohamed Seghaier         | Tunísia         | 50.05 | Recorde pessoal      |
| 7                 | 2    | Antonio Vieillesse       | Ilhas Maurícias | 51.08 |                      |
| 8                 | 1    | Hafz Hussein             | Sudão           | 52.02 |                      |

Legenda
| Recorde mundial       | Recorde mundial (World record)               |                       | Recorde africano                      | Recorde africano (African) |                                           | Q | Classificado por posição (Qualified) |
| Recorde do campeonato | Recorde do campeonato (Championship record)  | Recorde da América    | Recorde da América (Americas)         | q                          | Classificado por melhor tempo (Qualified) |   |                                      |
| Melhor marca do ano   | Melhor marca do ano (World leading)          | Recorde asiático      | Recorde asiático (Asian)              | DNS                        | Não largou (Did not start)                |   |                                      |
| Recorde nacional      | Recorde nacional (National record)           | Recorde europeu       | Recorde europeu (European)            | DNF                        | Não terminou (Did not finish)             |   |                                      |
| Recorde pessoal       | Recorde pessoal do atleta (Personal best)    | Recorde da Oceania    | Recorde da Oceania (Oceania)          | DSQ / DQ                   | Desclassificado (Disqualified)            |   |                                      |
| Recorde da temporada  | Recorde da temporada do atleta (Season best) | Recorde sul-americano | Recorde sul-americano (South America) | NM                         | Sem marca (No mark)                       |   |                                      |